# Renault 15/17
Los Renault 15 y 17 fueron automóviles deportivos producidos por el fabricante francés Renault entre los años 1971 y 1980. El R17 fue vendido como R177 en Italia, respetando una superstición.
Efectivamente, fueron versiones cupé del Renault 12. Las principales diferencias entre los dos coches eran la configuración de sus faros (el 15 tenía dos faros rectangulares mientras que el 17 tenía cuatro faros redondos), así como sus ventanillas laterales traseras.
Los Renault 15 y 17 se presentaron en el Salón del Automóvil de París de 1971. El chasis y la mayor parte de la mecánica, vinieron del Renault 12, mientras que el motor más potente, de 1565 cc y 108 CV de los modelos R17 TS y R17 Gordini, se derivó del motor del Renault 16 TS. El R17 Gordini iba a ser el último modelo de Amedee Gordini. A pesar de que la mecánica de los coches proceden de otros Renault, la carrocería es completamente distinta.
Hubo una reestilización durante el ciclo de producción, tal vez lo más notable en la parrilla de los 15, cuando el borde de cromo que rodeaba el cuerpo se sustituyó por uno de color, y los faros se agrandaron. El 17 también perdió su borde de cromo, aunque en ambos coches el cromo del parachoques delantero curvo, venía parcialmente en los bordes más o menos a mitad de camino hasta la altura de la parrilla. El R15 y R17 se mantuvo en producción hasta 1979, cuando ambos fueron sustituidos por el Renault Fuego.

## Los mercados mundiales

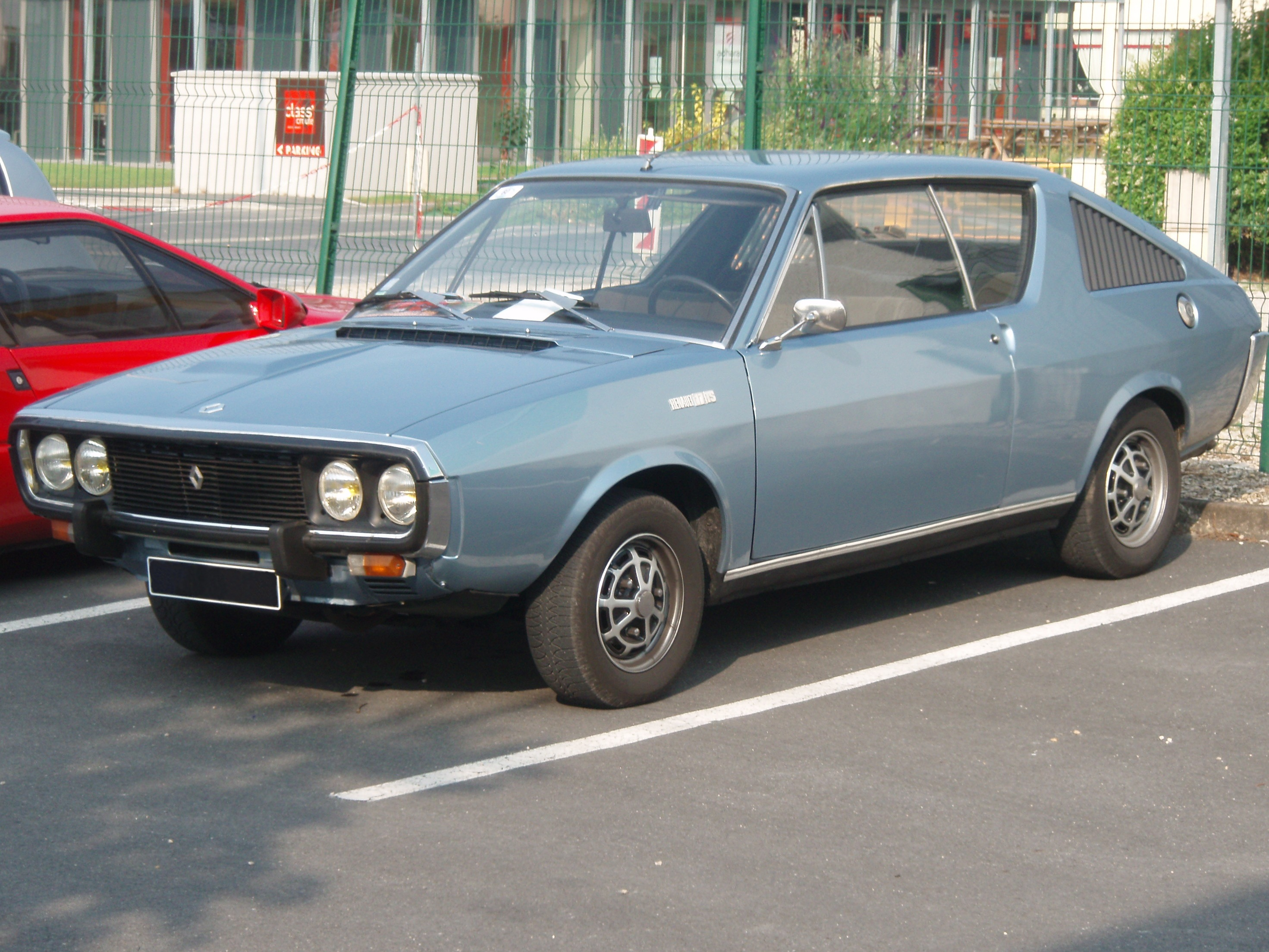
Renault 17.

La gama se introdujo gradualmente en Australia a partir de mayo de 1973. El R15 TS y R17 TL estuvieron inicialmente disponibles, y se prometió el R17 TS antes de fin de año. Estas 1973 vehículos año modelo que figura varias características únicas, el palo-en espejo y viseras de sol el Renault 12 para cumplir con las regulaciones ( "ADR"). El sol visera mantener las capturas en estos modelos nunca fue utilizada y disponible solamente en Australia. El panel de Instrumentos "mirador" fue ajustado para reducir el deslumbramiento y sólo fueron instaladas en las versiones de Australia, América del Norte y Países Escandinavos. Las ventas de estos primeros modelos fueron lentas en Australia debido a su precio relativamente alto, y continuó hasta finales de 1974. 
En agosto de 1974, el R17 TS (R1317 con 1.605 cc) finalmente llegó a Australia, junto con el Europeo 1974 años 15TS modelo 17TL y más tarde con el tipo de Tablero de Instrumentos. A principios de 1975 el R17 TS fue sustituido por el R17 Gordini. Estuvieron más tarde disponibles los R15 TS y R17 TL Gordini con suspensión delantera, cinturones de seguridad con carrete de inercia, cristales tintados, asientos lápida y evaporación de control de emisiones como lo exige el ADR. Este fue identificado por el filtro de carbono bajo el capó, y con bisagras de llenado de combustible en la puerta LBR cuarto panel. En 1976 un último envío de 1975 el año modelo 17s se hizo un balance y apilado antes de la introducción de ADR 27A controles de emisión de dichos vehículos, una vez más debido a su alto precio, que se vendieron lentamente hasta 1978.

## El R15 y R17 en competición
Renault había abandonado los planes para impugnar el Campeonato Mundial de Rally que ganó de manera convincente con su Renault Alpine A110 en 1973. En lugar de ello, la fábrica desarrolló un R17 Gordini para competir en carreras europeas seleccionadas. El Gordini tiene dos carburadores de doble estrangulador Webers, una cámara caliente, una relación de compresión 11,5, grandes válvulas y afinado sistema de extractor de gases de escape. La carrocería es de fibra de vidrio, y mediante materiales ligeros y un interior despojado, Renault afirmaba que el coche pesaba un 25% menos.

## Cronología
Octubre de 1971: Introducción de los Renault 15 y Renault 17 de dos puertas coupés. El R15 TL lleva un motor Cléon-Fonte de 1289 cc procedente del Renault 12, que rendía 60 CV (45 kW), mientras que los R15 TS, R17 TL y R17 TS llevaban un motor de 1565 cc procedente del Renault 16 TS. En los R15 TS y R17 TL el motor rendía 90 CV (67 kW), pero el R17 TS llevaba inyección y rendía 108 CV (81 kW). Los R15 TL, R15 TS y R17 TL llevaban una caja de cambios de 4 velocidades, mientras que el R17 TS llevaba una caja de cambios de 5 velocidades.
1973: Techo de tela disponible en los R17 TL y TS.
1974: El motor de R17 TS es actualizado con una mayor cilindrada de 1605 cc.
1975: El R17 TS es rebautizado como R17 Gordini.
Marzo de 1976: Se presentan los nuevos R15 y R17 con una nueva organización de la gama: R15 TL, R15 GTL, R17 TS y R17 Gordini. El R15 TL y el R15 GTL son mecánicamente idénticos a los anteriores R15 TL, mientras que el R17 TS y el R17 Gordini llevan el motor de 1647 cc de los Renault 16 TX.
1979: Llega el fin de la producción de los R15 y R17.

## Renault 15

### Motorizaciones
| Periodo                        | 1971-1979                          | 1976-1979                          | 1971-1976                          |                       |           |           |           |           |           |           |           |           |           |           |           |
| Tipo de motor                  | L4 8v, carburación de doble cuerpo | L4 8v, carburación de doble cuerpo | L4 8v, carburación de doble cuerpo |                       |           |           |           |           |           |           |           |           |           |           |           |
| Identificación del motor       | 810-10                             | 810-06                             | A2L 807-10                         |                       |           |           |           |           |           |           |           |           |           |           |           |
| Diámetro x carrera             | 73.0 mm x 77.0 mm                  | 73.0 mm x 77.0 mm                  | 77.0 mm x 84.0 mm                  |                       |           |           |           |           |           |           |           |           |           |           |           |
| Cilindrada                     | 1289 cm³                           | 1289 cm³                           | 1565 cm³                           |                       |           |           |           |           |           |           |           |           |           |           |           |
| Relación de compresión         | 9.5: 1                             | 9.5: 1                             | 9.25: 1                            |                       |           |           |           |           |           |           |           |           |           |           |           |
| Potencia máxima: CV (kW) @ rpm | 60 CV (45 kW) @ 5500               | 60 CV (45 kW) @ 5500               | 90 CV (67 kW) @ 5800               |                       |           |           |           |           |           |           |           |           |           |           |           |
| Par máximo: Nm @ rpm           | 96 Nm @ 3500                       | 96 Nm @ 3500                       | 122 Nm @ 3000                      |                       |           |           |           |           |           |           |           |           |           |           |           |
| Tracción                       | Delantera                          | Delantera                          | Delantera                          | Delantera             | Delantera | Delantera | Delantera | Delantera | Delantera | Delantera | Delantera | Delantera | Delantera | Delantera | Delantera |
| Transmisión                    | Manual, 4 velocidades              | Manual, 4 velocidades              | Manual, 4 velocidades              | Manual, 4 velocidades |           |           |           |           |           |           |           |           |           |           |           |
| Peso                           | 965 kg                             | 965 kg                             | 1005 kg                            |                       |           |           |           |           |           |           |           |           |           |           |           |
| Velocidad máxima               | 150 Km/h                           | 150 Km/h                           | 170 Km/h                           |                       |           |           |           |           |           |           |           |           |           |           |           |
| Consumo combinado (L/100 Km/h) | 9.0                                | 9.0                                | 10.5                               |                       |           |           |           |           |           |           |           |           |           |           |           |

## Renault 17

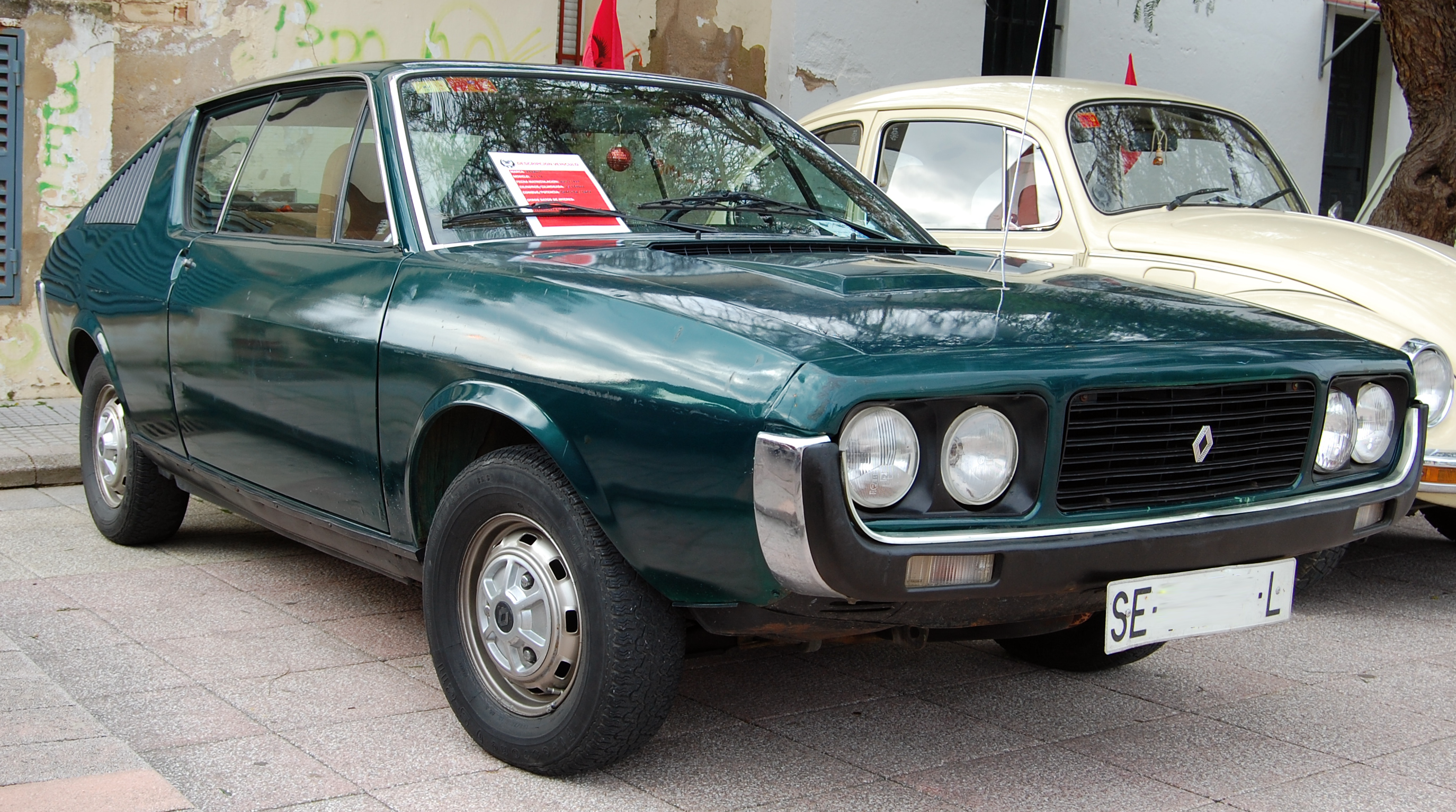
Frontal de un Renault 17 TS

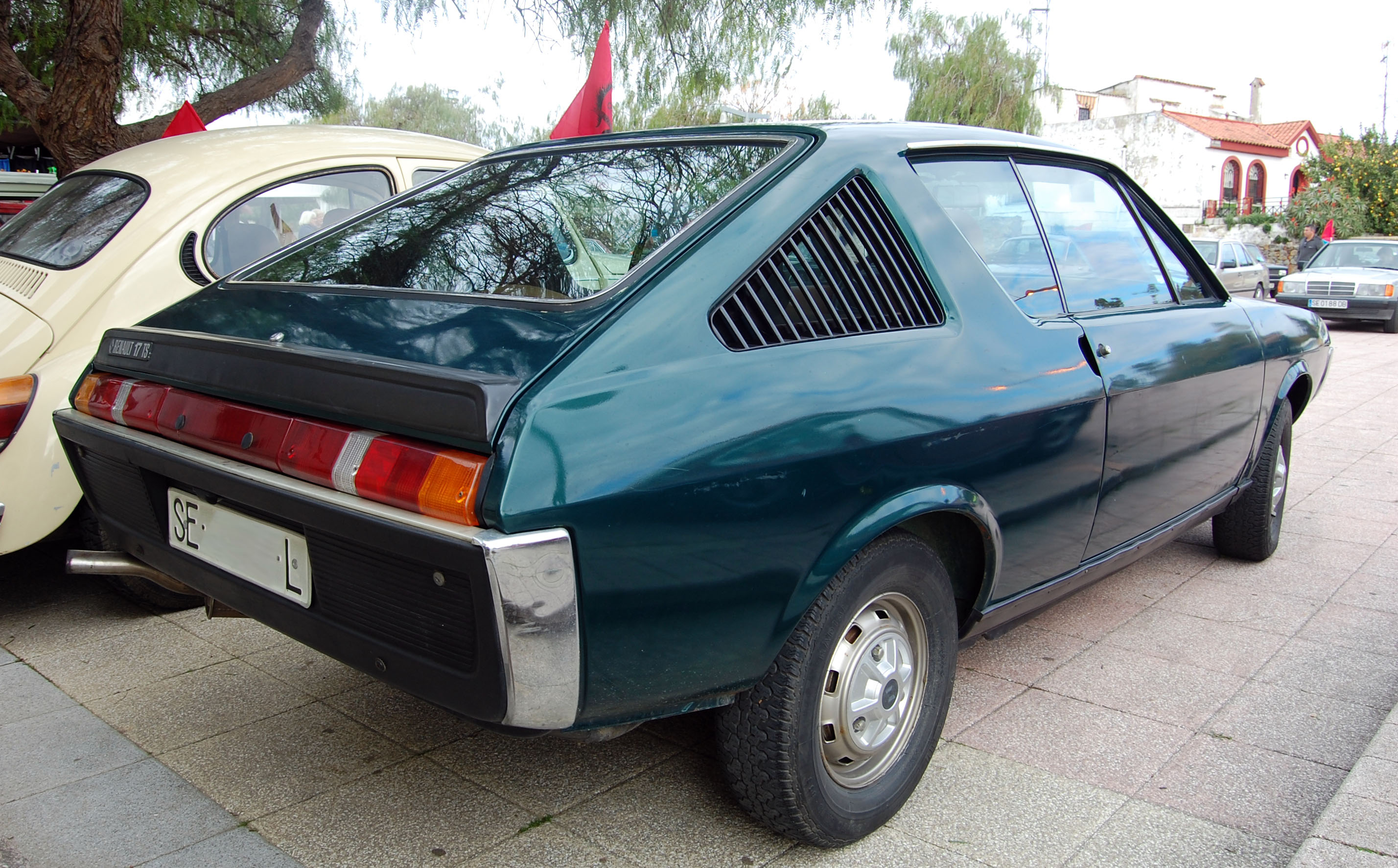
Zaga de un Renault 17 TS

### Motorizaciones
| Periodo                        | 1971-1976                          | 1971-1973             | 1973-1975             | 1976-1979                          | 1974-1979             |           |           |           |           |           |           |           |           |           |           |
| Tipo de motor                  | L4 8v, carburación de doble cuerpo | L4 8v, inyección      | L4 8v, inyección      | L4 8v, carburación de doble cuerpo | L4 8v, inyección      |           |           |           |           |           |           |           |           |           |           |
| Identificación del motor       | A2L 807-10                         | A3L 807-12            | A3L 844-12            | A2M 843                            | A3L 844-12            |           |           |           |           |           |           |           |           |           |           |
| Diámetro x carrera             | 77.0 mm x 84.0 mm                  | 77.0 mm x 84.0 mm     | 78.0 mm x 84.0 mm     | 79.0 mm x 84.0 mm                  | 78.0 mm x 84.0 mm     |           |           |           |           |           |           |           |           |           |           |
| Cilindrada                     | 1565 cm³                           | 1565 cm³              | 1605 cm³              | 1647 cm³                           | 1605 cm³              |           |           |           |           |           |           |           |           |           |           |
| Relación de compresión         | 9.25: 1                            | 10.25: 1              | 10.25: 1              | 9.25: 1                            | 10.25: 1              |           |           |           |           |           |           |           |           |           |           |
| Potencia máxima: CV (kW) @ rpm | 90 CV (67 kW) @ 5800               | 108 CV (81 kW) @ 6250 | 108 CV (81 kW) @ 6000 | 98 CV (73 kW) @ 5750               | 108 CV (81 kW) @ 6000 |           |           |           |           |           |           |           |           |           |           |
| Par máximo: Nm @ rpm           | 122 Nm @ 3000                      | 134 Nm @ 5500         | 136 Nm @ 5500         | 133 Nm @ 3500                      | 136 Nm @ 5500         |           |           |           |           |           |           |           |           |           |           |
| Tracción                       | Delantera                          | Delantera             | Delantera             | Delantera                          | Delantera             | Delantera | Delantera | Delantera | Delantera | Delantera | Delantera | Delantera | Delantera | Delantera | Delantera |
| Transmisión                    | Manual, 4 velocidades              | Manual, 5 velocidades | Manual, 5 velocidades | Manual, 5 velocidades              | Manual, 5 velocidades |           |           |           |           |           |           |           |           |           |           |
| Peso                           | 1015 kg                            | 1055 kg               | 1080 kg               | 1040 kg                            | 1080 kg               |           |           |           |           |           |           |           |           |           |           |
| Velocidad máxima               | 170 Km/h                           | 180 Km/h              | 180 Km/h              | 170 Km/h                           | 180 Km/h              |           |           |           |           |           |           |           |           |           |           |
| Consumo combinado (L/100 Km/h) | 10.5                               | -                     | 10.2                  | -                                  | 10.2                  |           |           |           |           |           |           |           |           |           |           |

- Wikimedia Commons alberga una categoría multimedia sobre Renault 15.
- Wikimedia Commons alberga una categoría multimedia sobre Renault 17.

- Datos: Q1471855
- Multimedia: Renault 15 / Q1471855